# Epicephala lomatographa
Epicephala lomatographa là một loài bướm đêm thuộc họ Gracillariidae. Nó được tìm thấy ở Queensland.